# Bob Bryan
Bob Bryan, född 29 april 1978 i Camarillo, Kalifornien, USA, är en amerikansk före detta tennisspelare med störst framgångar i dubbel.
Bob Bryan spelade huvudsakligen dubbel på ATP-touren med sin tvillingbror Mike Bryan. De två var mycket framgångsrika och nådde positionen som världens bästa dubbelpar under 2003. Sedan dess låg de två konstant bland de fem främsta på världsrankingen. Som bäst var bröderna rankade som nummer ett.